# All3Media
All3Media (stilizzato all3media) è una casa di produzione televisiva e multimediale indipendente britannica.
Ha oltre 50 compagnie di produzione e distribuzione sparse tra il Regno Unito, l'Europa, la Nuova Zelanda e gli Stati Uniti d'America

## Storia
La compagnia è stata fondata nel 2003, dopo che la Chrysalis Group è stata acquistata e rinominata North One.
È diventata top delle società di produzione televisive britanniche nel 2013 con un fatturato di 473 milioni di £.
L'8 maggio 2014, è stato annunciato che la Discovery Communications e la Liberty Global volessero acquistare All3Media, in una joint venture divisa al 50%. L'acquisto è stato concluso il 23 settembre 2014.
A seguito della fusione tra WarnerMedia e Discovery, dal 2022 le quote di quest'ultima sono passate in mano al gruppo Warner Bros. Discovery.

## Compagnie sussidiarie
- All3Media America
- All3Media International
- Apollo20
- Bentley Productions Ltd
- Company Pictures
- IDTV
- John Stanley Productions
- Lime Pictures
- Lion Television
- Little dot studios
- Maverick Television
- MME Moviement
- Morocco Junction Entertainment
- Neal Street Productions
- North One Television
- Objective Productions
- One Potato Two Potato
- Optomen
- South Pacific Pictures
- Studio Lambert
- ZOO Productions

## Premi e riconoscimenti
| Premio                                    | Programma televisivo |
| ----------------------------------------- | -------------------- |
| Festival della televisione di Monte Carlo | Fresh Meat           |
| Daytime Emmy Award                        | Cash Cab             |
| Roma Fiction Fest                         | The Village          |